# Čerin
Čerin är en ort i Bosnien och Hercegovina.   Den ligger i entiteten Federationen Bosnien och Hercegovina, i den södra delen av landet, 90 km sydväst om huvudstaden Sarajevo. Čerin ligger 266 meter över havet och antalet invånare är 299.
Terrängen runt Čerin är kuperad åt nordost, men åt sydväst är den platt. Terrängen runt Čerin sluttar söderut.Runt Čerin är det ganska tätbefolkat, med 93 invånare per kvadratkilometer.. Närmaste större samhälle är Mostar, 15,6 km nordost om Čerin. 
Omgivningarna runt Čerin är en mosaik av jordbruksmark och naturlig växtlighet.